# Leone Nani
Leone Nani (Albino, 1880 – 1935) è stato un missionario e fotografo italiano.

## Biografia
Figlio di un idraulico lattoniere della provincia bergamasca, ancora bambino venne mandato dalla famiglia a studiare al seminario di Bergamo, che tuttavia lasciò nel 1898 quando fu  trasferito al Pontificio seminario romano dei santi apostoli Pietro e Paolo per le missioni estere. Di carattere assai vivace e burlesco, Nani venne soprannominato dai suoi confratelli "don Allegro". Partì missionario per la Cina il 20 settembre 1903 e vi rimase fino al 1914.
Nel corso di questi anni, Nani percorse diverse regioni cinesi e in particolare lo Shaanxi, affiancando la sua attività religiosa a un'assidua opera di fotografo della realtà sociale e antropologica della Cina a cavallo tra XIX e XX secolo.
Nani fotografava tutti: uomini, donne, ricchi, poveri, vecchi, bambini. Le oltre 600 lastre che Nani portò dalla Cina costituiscono una straordinaria testimonianza sugli stili di vita della Cina di quel periodo. Conservate dal Pontificio Istituto Missioni Estere, a distanza di ottant'anni hanno iniziato a essere valorizzate e sono state progressivamente poste in luce su diversi giornali, in pubblicazioni e mostre.

## Esposizioni
- Milano, Palazzo Reale, 17 dicembre 2003 - 25 gennaio 2004: Cina perduta nelle fotografie di Leone Nani[2][3]
- Genova, Museo di Palazzo Rosso, 15 dicembre 2006 - 11 febbraio 2007: Cina perduta. Immagini ed opere di un impero remoto[4]
- Verona, Centro internazionale di fotografia Scavi Scaligeri, 24 febbraio - 4 maggio 2008: Cina perduta nelle fotografie di Leone Nani[5]
- Parigi, Società per le missioni estere di Parigi in rue du Bac 128, 27 ottobre 2015 - 4 gennaio 2016: Chine disparue. Photographies de Leone Nani[6]
- Milano, Centro Culturale PIME in via Monterosa 81, 19 settembre 2020 - 31 dicembre 2020: Leone Nani. "Ogni cosa è fotografata"[7]